# North American Aviation
North American Aviation (NAA) là nhà sản xuất hàng không vũ trụ lớn của Mỹ, chịu trách nhiệm cho một số máy bay lịch sử, bao gồm máy bay huấn luyện T-6 Texan, máy bay chiến đấu P-51 Mustang, máy bay ném bom B-25 Mitchell, máy bay chiến đấu phản lực F-86 Sabre, máy bay tên lửa X-15 và XB-70, cũng như mô-đun chỉ huy và dịch vụ Apollo, tầng thứ hai của tên lửa Saturn V, tàu quỹ đạo con thoi và B-1 Lancer.
Thông qua một loạt các vụ sáp nhập và mua bán, North American Aviation đã trở thành một phần của North American Rockwell, sau này trở thành Rockwell International và hiện là một phần của Boeing.

## Lịch sử

### Những năm đầu
Clement Melville Keys thành lập North American Aviation vào ngày 6 tháng 12 năm 1928, với tư cách là một công ty cổ phần đã mua và bán lợi ích trong các hãng hàng không và các công ty liên quan đến hàng không. Tuy nhiên, Đạo luật Air Mail năm 1934 đã buộc phải chia tay các công ty cổ phần như vậy. North American Aviation trở thành một công ty sản xuất, được điều hành bởi James H. "Dutch" Kindelberger, người đã được tuyển dụng từ Công ty Máy bay Douglas. NAA đã duy trì quyền sở hữu của Eastern Air Lines cho đến năm 1938.
General Motors Corporation đã quan tâm đến NAA và sáp nhập nó với bộ phận hàng không chung vào năm 1933, nhưng vẫn giữ tên là North American Aviation.
Kindelberger đã chuyển các hoạt động của công ty từ Dundalk, Maryland sang Los Angeles, California, nơi cho phép bay quanh năm và quyết định tập trung vào máy bay huấn luyện, với lý thuyết rằng sẽ dễ dàng hơn so với việc cố gắng cạnh tranh với các công ty thành lập trong các dự án lớn hơn. Các máy bay đầu tiên của nó là máy bay quan sát GA-15 và máy bay huấn luyện GA-16, tiếp theo là O-47 và BT-9, còn được gọi là GA-16.